# Catharsius karlwerneri
Catharsius karlwerneri là một loài bọ cánh cứng trong họ Bọ hung (Scarabaeidae).